# SUN&MOON
『SUN&MOON』（サン・アンド・ムーン）は、1995年6月10日に発売されたシンガーソングライター岡本真夜のデビューアルバム。
デビューシングル「TOMORROW」のアルバムミックスと、カップリング曲「BLUE STAR」を含む全10曲を収録。
帯コピー：「言葉にできない気持ちってあるよね。」

## 収録曲

### CD
作詞・作曲：岡本真夜、編曲：十川知司（特記以外）
1. TOMORROW 〜moonshine mix〜（4:45）
作詞：岡本真夜・真名杏樹
  - TBSテレビドラマ『セカンド・チャンス』主題歌
2. 置き去りの約束（4:58）
3. あなたがいるから（4:18）
編曲：佐藤準
4. 制服の夏（5:28）
5. DANGLE AFTER（4:15）
6. すずめとジェラシー（3:39）
7. 忘れないで…（4:51）
8. BLUE STAR（5:33）
編曲：佐藤準
  - 「TOMORROW」のカップリング曲
9. これからだよ（3:37）
作詞：真名杏樹
10. プリズム（4:12）

## 演奏
- 十川ともじ
Keyboards (#1.2.4.5.6.7.9.10)
Whistle (#6)
- 中村修司：Guitar (#1)
- 森達彦：Operator (#1.2.4.5.6.7.9.10)
- 山岡広司
Operator (#1.2.4.6.7.9.10)
Snare (#6)
- 島村英二：Drums (#2.3.4)
- 富倉安生：Bass (#2.10)
- 角田順
Guitar (#2.4.5.6.7.9.10)
Whistle (#6)
- 笛吹利明：Acoustic Guitar (#2)
- 松原秀樹：Bass (#3)
- 佐藤準：Keyboards (#3.8)
- 中西康晴：Acoustic Piano (#3)
- 鈴木茂：Guitar (#3)
- JOE加藤：Violin (#3)
- Takashi Yajima：Cello (#3)
- 鈴木直樹：Operator (#3.8)
- 尾崎孝：Steel Guitar (#4)
- 田辺恵二：Operator (#5)
- 小田原豊：Drums (#8)
- 高水健司：Bass (#8)
- 梶原順：Guitar (#8)
- 菅沼孝三：Drums (#10)
- 浅野孝已：Acoustic Guitar (#10)